# Plante messicole

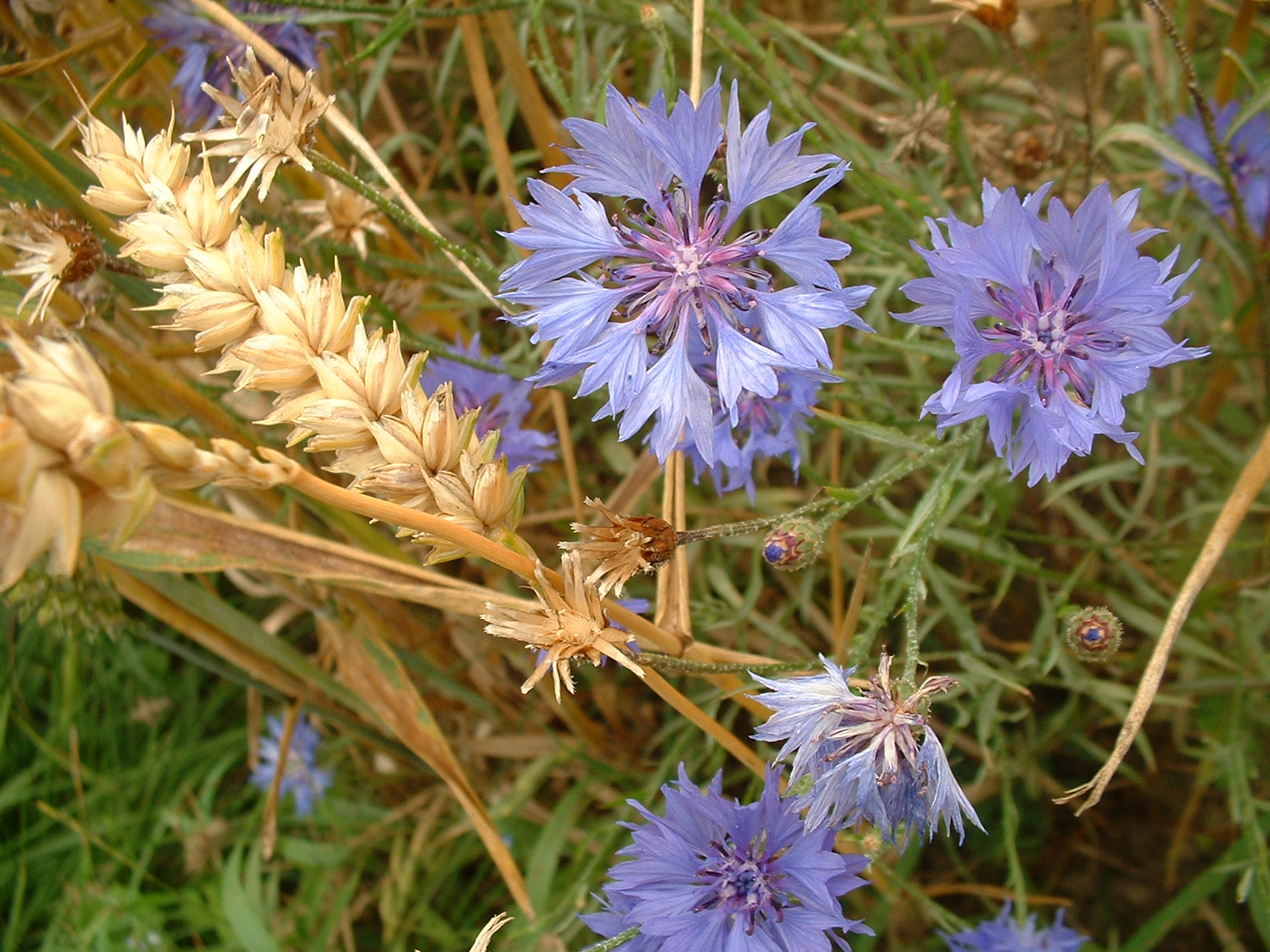
Bleuets dans un champ de blé.

Les plantes messicoles, ou simplement messicoles, (du latin messio (« moisson ») avec le suffixe -cole), aussi nommées plantes ségétales en Europe, sont des plantes annuelles à germination préférentiellement automnale ou hivernale et habitant dans les moissons, c’est-à-dire dans les champs de céréales d’hiver (blé, orge, avoine, seigle). Quelques plantes vivaces typiques des moissons (Bunium bulbocastanum, glaïeul des moissons) ou des cultures sarclées (Tulipe sp.) sont quelquefois également considérées comme messicoles au sens large.

## Origine

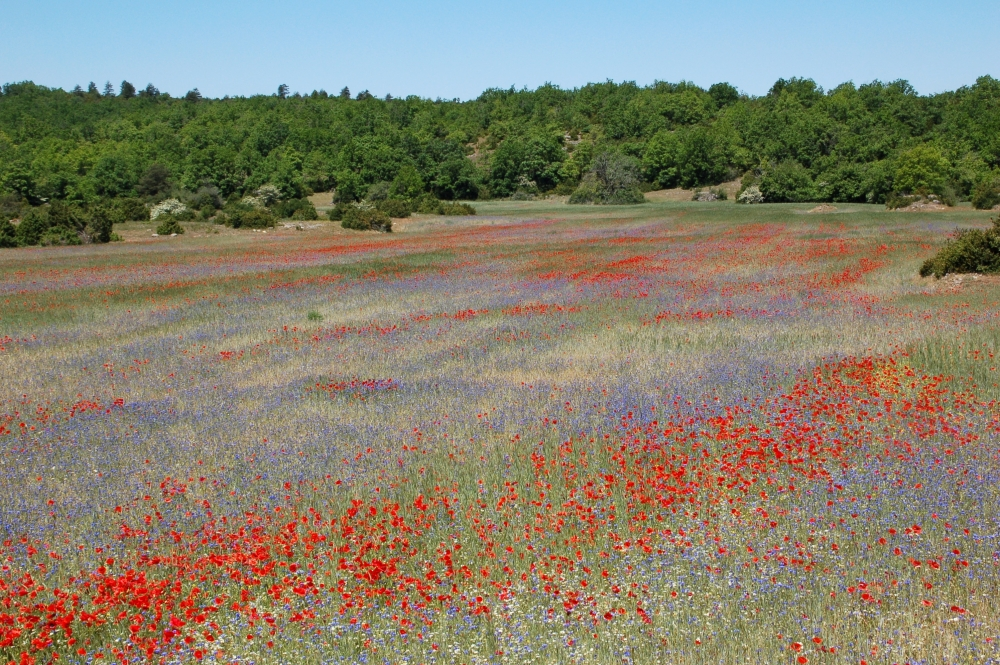
Plantes messicoles sur le causse du Larzac dans le Massif central.

Les plantes messicoles accompagnent les cultures de céréales depuis longtemps ; comme celles-ci, beaucoup sont d'origine moyen-orientale, méditerranéenne, mais aussi des steppes eurasiennes. Vivaces ou annuelles, elles sont adaptées à survivre aux labours et à profiter des soins culturaux.
Les coquelicots, matricaires, nielle des blés et bleuets sont souvent absents des champs de céréales cultivés en agriculture intensive et industrielle, uniformes à l'époque de la moisson.

## Germination des messicoles
Les plantes messicoles, au sens de Philippe Jauzein, sont des plantes annuelles d'hiver, germant en automne (graines sans dormance ou dont la dormance est facilement levée) ou en hiver (dormance levée par exemple par un froid humide). Non seulement elles sont aptes à supporter un certain froid hivernal, mais, de plus, pour beaucoup, ce froid est nécessaire à la vernalisation (aptitude à fleurir) : des Adonis peuvent germer au printemps mais restent à l'état feuillé puis meurent sans fleurir. Idem pour Androsace maxima, Ranunculus testiculatus (Ceratocephala falcata). Bromus arvensis est un cas particulier car, semé au printemps, il devient bisannuel (aussi bien dans la Sarthe que dans l'Isère).
D'autres espèces ont simplement des taux de germination et/ou de floraison plus élevés quand on les sème en automne : nielle des blés (Agrostemma githago), bifora rayonnant (Bifora radians), Caucalis platycarpos, bleuet (Cyanus segetum), Conringia orientalis, renoncule des champs (Ranunculus arvensis…), mais peuvent se reproduire semées au printemps. D'autres, enfin, germent préférentiellement ou exclusivement au printemps (du moins en Isère) : Polycnemum sp, Stachys annua... Ce ne sont donc pas des messicoles stricto sensu, bien qu'elles figurent, avec d'autres, au Plan National d'Action pour les Messicoles. Il est probable ou possible que la saison de germination et/ou le milieu que ces espèces occupent (Androsace maxima se rencontre dans les pelouses écorchées basophiles en Isère, de même que Bupleurum rotundifolium) varient d'une région à l'autre, justifiant leur inclusion dans une liste de messicoles valable, globalement, pour la France.

### Réapparition spontanée
Après les violents combats de la Première Guerre mondiale, dans la Zone rouge, sur les sols fragmentés, bouleversés et retournés par les explosions, les plantes qui réapparaissaient les premières étaient les coquelicots, bleuets et matricaires, dont les couleurs (bleu, blanc, rouge) ont impressionné car elles étaient aussi celles du drapeau français.

### Dormance des graines
La dormance des graines peut être complexe, notamment pour les espèces à graines "dures" (beaucoup d'ombellifères, de légumineuses). En laboratoire, pour augmenter leur taux de germination, on a d'ailleurs recours à différents procédés : scarification, passage à l'eau bouillante, passage dans l'acide gibbérellique. En semis naturel, la germination de ces espèces peut intervenir pendant 2 ou 3 ans après le semis, comme cela a été constaté pour Orlaya daucoides ou Vicia pannonica ssp striata.

## Enjeux de conservation des messicoles

### Facteur de disparition
Alors que leur histoire est commune avec les cultures et particulièrement anciennes, les effectifs des messicoles ont, pour l’essentiel d’entre elles, fortement diminué avec la mécanisation et l’industrialisation de l’agriculture dans la seconde moitié du XXe siècle. En effet, les messicoles sont particulièrement sensibles aux méthodes de désherbage modernes, tri des graines, désherbage mécanique ou au moyen d'herbicides, qui sont efficaces au point de faire craindre que ces espèces disparaissent, amoindrissant la richesse botanique (biodiversité).

### Actions de maintien, de protection et de conservation

#### Plan d’action
En France, un Plan national d’actions (PNA) en faveur des plantes messicoles est commandé en 1998 par le ministère de l’Aménagement du Territoire et de l’Environnement aux Conservatoires botaniques nationaux (CBN). Il est coordonné principalement par le Conservatoire botanique national de Porquerolles, le CBN du Bassin parisien et le CBN alpin. Ce travail fait suite au Sommet de la Terre de Rio de Janeiro en 1992 où les plantes messicoles sont inscrites au programme d’action de la France pour la préservation de la faune et de la flore sauvages.
L'objectif du PNA en faveur des messicoles, 102 taxons provisoires nationaux, est de s'appuyer sur une stratégie comprenant un ensemble d’actions dans les domaines de la connaissance, de la conservation, de la communication et de la sensibilisation. Le rôle du PNA est de compléter la réglementation existante qui ne permet pas de répondre à tous les enjeux en matière de conservation et de protection de certaines espèces parmi les plus menacées.
Ce PNA messicole, pour la période de 2012 à 2017, permet particulièrement de mettre en place un état des lieux, d'organiser un suivi cohérent des populations de messicoles, de mettre en œuvre des actions coordonnées favorables à la restauration de ces espèces ou de leurs habitats, à informer les acteurs concernés ainsi que le public et à faciliter l’intégration de la protection des espèces dans les activités humaines et dans les politiques publiques. Aussi, des agriculteurs et acteurs du monde agricole s'emploient à maintenir des populations messicoles avec en appuis un observatoire des messicoles associé à des outils facilitant la participation du public, avec en particulier un guide associé.

#### Patrimoine culturel
La culture artistique de la fin du XIXe siècle permet de conserver et de mettre en valeur l’existence et la coexistence des certaines messicoles particulièrement visibles dans l'espace de culture agricole d'une certaine époque.

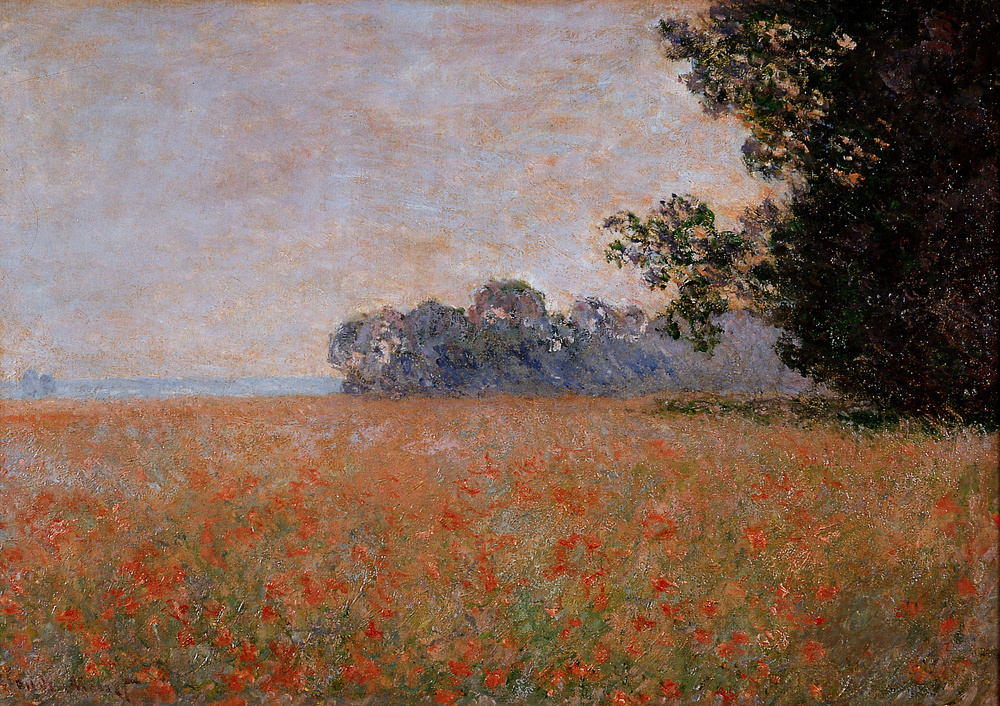
Champ d'avoine aux coquelicots - Claude Monet - 1890
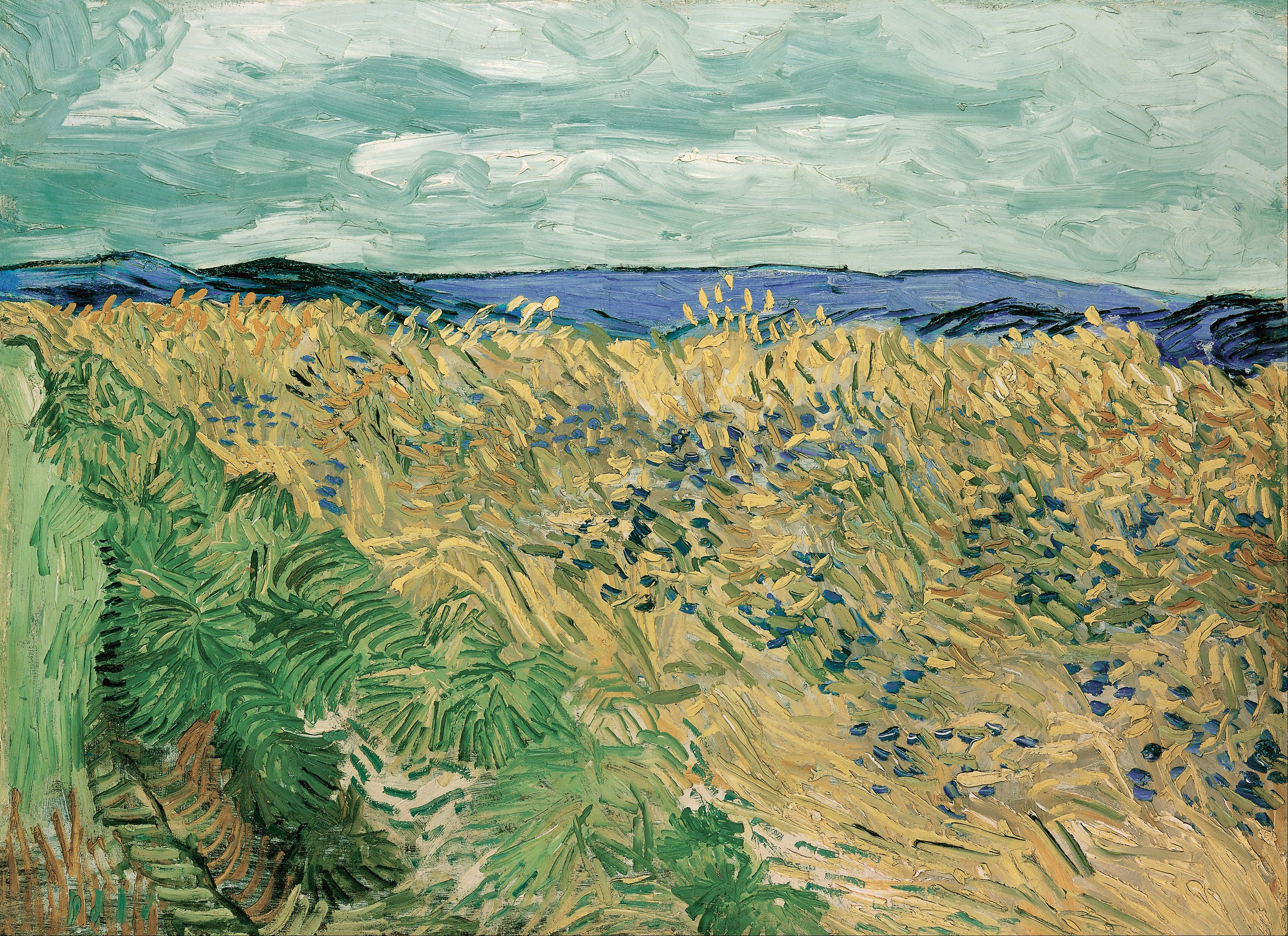
Champ de blé aux bleuets - Vincent van Gogh - 1890
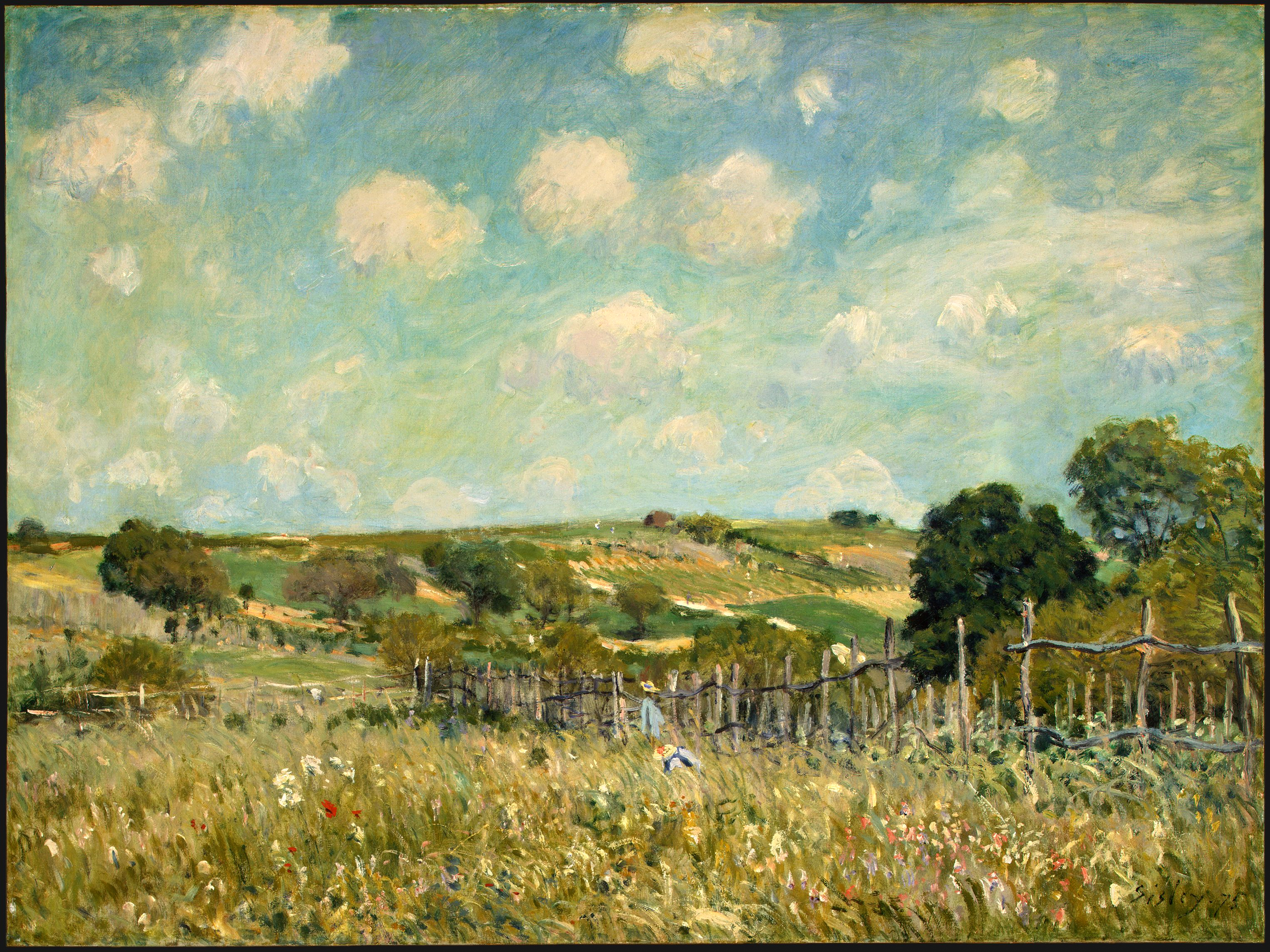
Prairie - Alfred Sisley - 1875

### Rôles écosystémiques
Les messicoles sont aussi une source de nourriture pour de nombreuses espèces (ou de graines, par exemple pour l’alouette des champs qui en hivernage consomme les graines de dizaines d'espèces de plantes sauvages (et pas de grains de céréales) et doit en manger environ 8 g/jour (soit 4 200–5 600 graines) pour répondre à ses besoins quotidiens (6,7 g/jour mesurés chez des alouettes captives qui dépensent moins d'énergie). Cela confirme la dépendance de cette espèce aux champs riches en messicoles (non traités par des herbicides) et aux habitats riches en herbes sauvages, qui sont en forte régression dans les lieux d'hivernage de l'alouette depuis la révolution verte de l'Ouest de la France.
Plus largement, l'utilisation des messicoles peut être ornementale, vétérinaire, médicinale, alimentaire, tinctoriale, fourragère, oléagineuse, mellifère ou condimentaire.